# Экономика, основанная на временном факторе
Экономика, основанная на временно́м факторе (ЭВФ) — теория об экономической системе, в которой основой определения коэффициентов обмена (стоимости), размера налогов, величина зарплаты является рабочее время (служебные часы). Именно опора на фактор времени отличает ЭВФ от большинства других экономических систем.
ЭВФ исходит из представлений, что современные экономические системы опираются на факторы, которые имеют разное значение для разных людей (наличие капитала, обладание правом собственности на земельный участок, законодательно закрепленная или природная монополия и т. п.). Кому-то обязательно приходится приспосабливаться к правилам, которые других устраивают без всяких изменений. Для кого-то эти условия обязательно будут несправедливыми. Приверженцы ЭВФ считают, что причиной несправедливости в сегодняшних системах является отсутствие постоянных правил ведения экономики и установления стоимостей. Предполагается, что недостатки современных систем можно устранить, если бы основой экономики стали законы природы. Время является объективным показателем, его длительность не могут регулировать или изменять политические решения. Это позволяет считать такой показатель самой справедливой основой экономической системы.

## История
Упоминания об общественной системе, основанной на равном обмене рабочего времени, можно встретить у Джона Френсиса Брея. Его работу «Несправедливости в отношении труда и средства к их устранению» (1839) цитировал К. Маркс, отмечая, что:

В Лондоне, в Шеффилде, в Лидсе и во многих других городах Англии были основаны equitable-labour-exchange-bazars [базары для справедливого обмена продуктов труда]. Поглотив значительные капиталы, все эти базары потерпели скандальное банкротство. Это навсегда отбило от них охоту у этих людей.— см.: «Нищета философии», Маркс, Энгельс. Соч., - 2 изд., т.4, 1955 г., с. 102-106; с. 109 (прим.)
Периодически появляются проекты по непосредственной привязке расчётных единиц к рабочему времени. В СССР был трудодень. Современными примерами могут служить Итакский час, различные «Банки времени».
В 1976 году член народной партии Швеции Андерс Гернант, ставил на голосование в риксдаге предложение о внедрении временно́го налога, но предложение принято не было.

## Цель
Основной целью ЭВФ является замена рентной системы установленными за выполненные работы нормативными платежами, которые зависят от времени (являются математическими функциями с параметром «время» в качестве аргумента). По принципам ЭВФ, капитал не может увеличиваться со временем без осуществления труда, длительность которого будет соответствовать его увеличению.
Ещё одна цель ЭВФ — связать стоимость капитала с некой объективной физической основой, как размер и вес связаны с физическими понятиями «расстояние» и «масса». По замыслу авторов, такой подход должен усложнить или даже сделать невозможным мошенничество и спекуляцию.

## Критика
ЭВФ критиковалась за то, что она слишком теоретическая, чтобы работать в реальности; что исходит из того, что у всех налогооблагаемых есть работа. Также эта теория не указывает объективной основы для адекватного учёта различий в квалификации и качества работников, эффективности их труда, что может создавать неверные стимулы.